# Paul Colas
Paul Colas (n. 6 mai 1880, Paris, Île-de-France, Franța – d. 9 septembrie 1956, Paris, Île-de-France, Franța) a fost un trăgător de tir ce a reprezentat Franța, medaliat olimpic. A participat la 3 ediții ale Jocurilor Olimpice (1908, 1912, 1924) în care a câștigat două medalii de aur, o medalie de argint și o medalie de bronz.